# Azteca aurita
Azteca aurita este o specie de furnică din genul  Azteca. Descrisă de Emery în 1893, specia este larg răspândită în America de Nord și America de Sud.

## References
1. ↑  Integrated Taxonomic Information System, 13 martie 2001, accesat în 22 octombrie 2013
2. ↑  Global Biodiversity Information Facility, accesat în 2 octombrie 2021
3. ↑  Emery, C. 1893. Studio monografico sul genere Azteca Forel. Mem. R. Accad. Sci. Ist. Bologna (5)3:119-152